# Jean-Daniel Lafond
Jean-Daniel Lafond, nascido em 18 de agosto de 1944, é um cineasta e político de nacionalidade francesa e canadense. Por ser casado com Michaëlle Jean, foi consorte vice-real do Canadá.